# Kamiumi
Dans la mythologie japonaise, Kamiumi (国産み, litt. « naissance des dieux ») est l'histoire traditionnelle et légendaire de la naissance des dieux. Elle se déroule après la création du Japon (Kuniumi) et concerne la naissance des descendants divins (kami) d'Izanagi et Izanami.

## Histoire
Selon le Kojiki, divers dieux furent nés de la relation entre Izanagi et Izanami jusqu'à ce que la divinité du feu, Kagutsuchi, brûlât à la naissance les parties génitales d'Izanami et la blesse mortellement. Izanagi, témoin de la mort de sa femme bien-aimée, dans sa rage prit le sabre à dix prises et écrasa son enfant, Kagutsuchi. Un certain nombre de dieux naquirent du sang et des restes de Kagutsuchi.
Par la suite, Izanagi se rendit dans le pays de Yomi (le monde des morts) pour retrouver Izanami, mais lorsqu'il la trouva, elle était devenue un cadavre en décomposition et d'autres dieux étaient nés de ses restes, ce qui provoqua la fuite d'Izanagi vers le monde des vivants. Ensuite, Izanagi effectua l'ablution misogi par laquelle d'autres dieux sont nés. Les derniers d'entre eux sont les trois dieux les plus importants du Shinto : Amaterasu, déesse du soleil ; Tsukuyomi, divinité de la lune ; et Susanoo, dieu de la mer.

### Naissance des dieux

Généalogie d'Izanagi et Izanami selon le Kojiki.

Après avoir créé les huit grandes îles Ōyashima (大八洲, litt. « huit grandes îles ») et d'autres îles lors de la création du Japon, Izanagi et Izanami décidèrent de donner naissance à d'autres dieux, parmi lesquels des divinités domestiques, des divinités du vent, des arbres et des prairies, toutes nées spontanément :
1. Ōkoto-oshi'o (大事忍男神?), déité masculine
2. Iwatsuchi-biko (石土毘古神?), déité masculine
3. Iwasu-hime (石巣比売神?), déité féminine
4. Ōtohi-wake (大戸日別神?), divinité non sexuée
5. Ame-no-fuki'o (天之吹男神?), déité masculine
6. Ōya-biko (大屋毘古神?), déité masculine
7. Kazamo-tsuwake-no-oshi'o (風木津別之忍男神?), déité masculine
8. Wata-tsumi ou Ōwata-tsumi (大綿津見神?), divinité non sexuée
9. Haya-'akitsu-hiko (速秋津日子神?), déité masculine
10. Haya-'akitsu-hime (速秋津比売神?), déité féminine
De la relation entre Haya'akitsuhiko et Haya'akitsuhime sont nés les dieux suivants[6] :
  1. Aha-nagi ou Awa-nagi (沫那藝神?), déité masculine
  2. Aha-nami ou Awa-nami (沫那美神?), déité féminine
  3. Tsura-nagi (頬那藝神?), déité masculine
  4. Tsura-nami (頬那美神?), déité féminine
  5. Ame-no-mikumari (天之水分神?), divinité non sexuée
  6. Kuni-no-mikumari (国之水分神?), divinité non sexuée
  7. Ame-no-kuhizamochi (天之久比奢母智神?), divinité non sexuée
  8. Kuni-no-kuhizamochi (国之久比奢母智神?), divinité non sexuée
11. Shinatsuhiko (志那都比古神?), déité masculine
12. Kukunochi (久久能智神?), divinité non sexuée
13. Ōyamatsumi (大山津見神?), déité masculine
14. Kaya-no-hime (鹿屋野比売神?), aussi connu comme No-zuchi (野椎神?), déité féminine
De la relation entre Ohoyamatsumi et Kaya-no-hime sont nés les dieux suivants[6] :
  1. Ame-no-sazuchi (天之狭土神?), divinité non sexuée
  2. Kuni-no-sazuchi (国之狭土神?), divinité non sexuée
  3. Ame-no-sagiri (天之狭霧神?), divinité non sexuée
  4. Kuni-no-sagiri (国之狭霧神?), divinité non sexuée
  5. Ame-no-kurado (天之闇戸神?), divinité non sexuée
  6. Kuni-no-kurado (国之闇戸神?), divinité non sexuée
  7. Ohoto-mato-hiko (大戸惑子神?), déité masculine
  8. Ohoto-mato-hime (大戸惑女神?), déité féminine
15. Tori-no-iwa-kusu-fune (鳥之石楠船神?, litt. « Bateau du rocher des oiseaux et de l'arbre à camphre »), aussi connu comme Ame-no-torifune (天鳥船?)[c], divinité non sexuée
16. Ukemochi ou Ohogetsuhime (大宜都比売神?), déité féminine
17. Kagu-tsuchi ou Hi-no-yagi-haya'o (火之夜藝速男神?), aussi connu comme Hi-no-kaga-biko (火之炫毘古神?) et Hi-no-kagu-tsuchi (火之迦具土神?), déité masculine

Dieux nés pendant l'agonie et la mort d'Izanami.

Pendant la naissance de Kagutsuchi, les parties génitales d'Izanami ont été brûlées et elle a été mortellement blessée. Dans son agonie, de son vomi, de son urine et de ses excréments, d'autres dieux sont nés :
1. Kanayama-biko (金山毘古神?), déité masculine née du vomi d'Izanami
2. Kanayama-bime (金山毘売神?), déité féminine née du vomi d'Izanami
3. Haniyasu-biko (波邇夜須毘古神?), déité masculine née des excréments d'Izanami
4. Haniyasu-bime (波邇夜須毘売神?) , déité féminine née des excréments d'Izanami
5. Mitsuhano-me (彌都波能売神?), déité féminine née de l'urine d'Izanami
6. Wakumusubi (和久産巣日神?), déité masculine née de l'urine d'Izanami
Wakumusuhi a eu une fille :
  1. Toyoukebime (豊宇気毘売神?), déité féminine

### Mort de Kagutsushi
Après l'agonie, Izanami meurt. À ce moment-là, Izanagi se traîne en gémissant sur le corps et pleure sa mort. De ses larmes est née la divinité féminine Nakisawame (泣沢女神). Par la suite, Izanagi a enterré Izanami sur le Mont Hiba. Sa tristesse se transforma en colère et il décida de tuer Kagutsuchi avec une épée à dix poignées appelée Ame-no-ohabari (nom archaïque), Ame-no-wohabari (天之尾羽張), ou Itsu-no-ohabari (nom archaïque), Itsu-no-wohabari).
Du sang de Kagutsuchi sont nés les dieux suivants :
1. Iwasaku (石折神?)
2. Nesaku (根折神?)
3. Iwa-tsutsu-no'o (石筒之男神?)
Les dieux du ciel sont nés du sang qui est tombé de la pointe de l'épée dans les rochers.
4. Mika-haya-hi (甕速日神?)
5. Hi-haya-hi (樋速日神?)
6. Take-mi-kagu-tsuchi-no'o (建御雷之男神?), aussi connu comme Takefutsu (建布都神?) ou Toyofutsu (豊布都神?)
Les dieux du ciel sont nés du sang qui a coulé de la lame de l'épée.
7. Kuraokami (闇淤加美神?)
8. Kuramitsuha (闇御津羽神?)
Les dieux du ciel sont nés du sang qui a coulé de la poignée de l'épée.

De plus, du corps de Kagutsuchi sont nés les dieux suivants :
1. Masakayama-tsumi (正鹿山津見神?), de la tête ;
2. Odoyama-tsumi (淤縢山津見神?), de la poitrine ;
3. Okuyama-tsumi (奥山津見神?), de l'abdomen ;
4. Kurayama-tsumi (dans le Kojiki : 闇山津見神 ; dans le Nihon shoki : 闇山祇), des parties génitales ;
5. Shigiyama-tsumi (志藝山津見神?), du bras gauche ;
6. Hayama-tsumi (羽山津見神?), du bras droit ;
7. Harayama-tsumi (原山津見神?), du pied gauche ;
8. Toyama-tsumi (dans le Kojiki : 戸山津見神 ; dans le Nihon shoki : 戸山祇), du pied droit.

### Pays de Yomi
Izanagi décide alors de ramener Izanami et se rend à Yomi, le monde souterrain. En franchissant les portes de ce monde, il rencontre Izanami et lui dit :

« Les pays que vous et moi avons créés ne sont pas encore achevés. Laissez-nous revenir ! »

Izanami répond :

« Dommage que vous ne soyez pas venu avant, car j'ai mangé dans le pays de Yomi ! [En mangeant de la nourriture dans le pays de Yomi, on finit par être coincé comme un résident de Yomi. Ce concept est appelé Yomotsu Hegui (黄泉戸喫)). [...] cependant, je vais consulter les dieux de Yomi. En aucun cas vous ne devez me regarder! »

En disant cela, Izanami entre dans le palais de ces dieux. Cependant, le temps passe et elle ne revient pas et Izanagi commence à désespérer. Il brise alors une des dents de son peigne ornemental mizura qu'il porte dans le chignon gauche de ses cheveux, l'allume afin d'éclairer le lieu et décide d'entrer dans le monde des morts. Il parvient à trouver Izanami mais est surpris de voir qu'elle a perdu sa beauté et qu'elle est devenue un cadavre en décomposition, couvert d'asticots. De son corps naissent les huit Dieux du tonnerre :
1. Ō-ikazuchi (大雷?), de la tête ;
2. Hono-ikazuchi (火雷?), de la poitrine ;
3. Kuro-ikazuchi (黒雷?), de l'abdomen ;
4. Saku-ikazuchi (折雷?), des parties génitales ;
5. Waka-ikazuchi (若雷?), du bras gauche ;
6. Tsuchi-ikazuchi (土雷?), du bras droit ;
7. Naru-ikazuchi (鳴雷?), du pied gauche ;
8. Fusu-ikazuchi (伏雷?), du pied droit.

Izanagi, choqué, décide de rentrer chez lui, mais Izanami, gênée par son apparence, ordonne aux Yomotsu-shikome (黄泉 丑女, litt. « horribles femmes du monde des ténèbres ») de poursuivre Izanagi. Dans sa fuite, il enlève la coiffe de sa tête, et la jette au sol où elle se transforme en une grappe de raisin. Le Yomotsushikome commence à les manger mais continue à poursuivre Izanagi en train de fuir. Il brise alors la dent du peigne qu'il porte dans son chignon droit, et en le jetant au sol, il se transforme en pousses de bambou, incitant les Yomotsushikome à les manger et permettant à Izanagi de s'enfuir.
Cependant, Izanami décide de libérer les huit dieux du tonnerre et 1 500 guerriers de Yomi pour continuer la poursuite. Izanagi dégaine et brandit son épée Totsuka-no-tsurugi pour poursuivre sa fuite. Alors qu'ils le poursuivaient, Izanagi atteint le Yomotsu-hirasaka (黄泉比良坂), la pente qui descend du pays des vivants à Yomi. Il prend trois pêches d'un arbre qui avait poussé à cet endroit et les jette sur ses poursuivants de sorte qu'ils prirent la fuite.
Izanagi commente :

« Assistance à toutes les personnes lorsqu'elles sont fatiguées et confrontées à des difficultés. »

Ces pêches sont aussi appelées Ōkamuzumi (意富加牟豆美命).
Finalement, Izanami persécuta Izanagi, mais celui-ci souleva un rocher qu'un millier d'hommes ne pourraient déplacer et bloqua la pente avec. À ce moment-là, leurs yeux se sont rencontrés pour la dernière fois.
Izanami déclare :

« Si vous vous comportez de la sorte, j'étranglerai et tuerai mille hommes de votre pays en un jour! »

Izanagi répond :

« Si vous faites cela, je mettrai en place en un jour 1 500 maisons de parturition. Donc en un jour, en effet, 1 000 hommes vont mourir et en effet, 1 500 vont naître. »

Ces mots ont justifié le cercle de la vie et de la mort chez les humains. Pour la même raison, Izanami est aussi appelé Yomotsu-ōkami (黄泉津大神) ou Chishiki-no-ōkami (道敷大神) et le rocher qui recouvre l'entrée du monde des morts est appelé Chika'eshi- no-ōkami (道返之大神) ou Yomido-no-ōkami (黄泉戸大神) et est aujourd'hui connu sous le nom de pente d'Ifuya (伊賦夜坂, Ifuya-saka) à Izumo, dans la préfecture de Shimane.

### Purification d'Izanagi

Dieux créés à partir de la purification d'Izanagi.

En quittant Yomi, Izanagi décide d'éliminer toutes les souillures de son corps par une cérémonie de purification (misogi) consistant en un bain dans la rivière à Ahakihara à Tachibana no Ono à Tsukushi. Alors qu'il se dépouille de ses vêtements et de ses accessoires sur le sol, les douze dieux suivants naissent :
1. Tsukitatsu funato (衝立船戸神?, litt. Poste au virage de la route)[12]), de la canne ;
2. Michi no nagachiha (道之長乳歯神?, litt. Pierres du long chemin sinueux)[13]), de l'obi ;
3. Tokihakashi (時量師神?, litt. Détachement du gardien du temps)[14]), du sac à main
4. Wazurai no ushi (和豆良比能宇斯能神?, litt. Maître Miasma)[15]), de la toge ;
5. Michi mata (道俣神?, litt. Fourche de route)[16]), du hakama ;
6. Akigui no ushi (飽咋之宇斯能神?, litt. Maître complètement plein)[17]), de la couronne ;
7. Oki zakaru (奥疎神?, litt. Au-delà du large)[18]), de l'anneau du bras gauche.
8. Okitsu nagisa biko (奥津那芸佐毘古神?, litt. Surfeur du large)[19]), de l'anneau du bras gauche.
9. Okitsu kaibera (奥津甲斐弁羅神?, litt. Homme de la marée du large)[20]), de l'anneau du bras gauche.
10. He zakaru (辺疎神?, litt. Au-delà du rivage)[21]), de l'anneau du bras droit.
11. Hetsu nagisa biko (辺津那芸佐毘古神?, litt. Surfeur du rivage)[22]), de l'anneau du bras droit.
12. Hetsu kaibera (辺津甲斐弁羅神?, litt. Homme de la marée du rivage)[23]), de l'anneau du bras droit.

Par la suite, Izanagi est débarrassé des impuretés de la terre de Yomi. À cet instant, deux dieux sont nés :
1. Yasomaga-tsuhi (八十禍津日神?), déité masculine
2. Ōmaga-tsuhi (大禍津日神?), déité masculine

Puis, se débarrassant de la malédiction, trois dieux sont nés :
1. Kamuna'obi (神直毘神?), déité masculine
2. Ōna'obi (大直毘神?), déité masculine
3. Izunome (deity) (Izunome, 伊豆能売?), déité féminine

Puis, en lavant avec de l'eau les parties inférieures de son corps, deux dieux sont nés :
1. Sokotsu-watatsumi (底津綿津見神?), déité non genrée
2. Sokotsutsuno'o (底筒之男神?), déité masculine

En lavant le milieu de son corps, deux autres dieux sont nés :
1. Nakatsu-watatsumi (中津綿津見神?), déité non genrée
2. Nakatsutsuno'o (中筒之男神?), déité masculine

Enfin, en lavant la partie supérieure de son corps, deux autres dieux sont nés :
1. Uwatsu-watatsumi (上津綿津見神?), déité non genrée
2. Uwatsutsuno'o (上筒之男神?), déité masculine

Le trio Sokotsu-watatsumi, Nakatsu-watatsumi et Uwatsu-watatsumi forme le groupe de divinités appelé Sanjin Watatsumi, ou les dieux de l'eau. Le trio Sokotsutsuno'o, Nakatsutsuno'o et Uhatsutsuno'o constitue le groupe de divinités Sumiyoshi Sanjin (en), dieux de la pêche et de la mer, auquel on rend hommage au Sumiyoshi-taisha.
Lors de la dernière étape de la cérémonie de purification, Izanagi se lave l'œil gauche duquel naît la déité féminine Amaterasu Ōmikami (天照大御神) ; lave son œil droit duquel la divinité non genrée Tsukuyomi-no-mikoto (月読命) naît ; puis il se lave le nez d'où la déité masculine Takehaya-susano'o-no-mikoto (建速須佐之男命) naît.
Avec ces trois dieux appelés Mihashira-no-uzu-no-miko (三貴子, litt. « Trois beaux enfants »), Izanagi a ordonné leur investiture. Amaterasu reçoit d'Izanagi le mandat de gouverner Takama-ga-hara et un collier de joyaux appelé Mikuratanano-no-kami (御倉板挙之神). Tsukuyomi est chargé de gouverner le Dominion de la Nuit, et Takehaya-susano'o (建速須佐之男命) doit régner sur les mers.